# یوخاری نخودلو
یوخاری نخودلو (به ترکی آذربایجانی: Yuxarı Noxudlu) یک منطقه مسکونی در جمهوری آذربایجان است که در شهرستان سالیان واقع شده‌است. یوخاری نخودلو ۹۱۴ نفر جمعیت دارد.